# Dompierre-les-Tilleuls
Dompierre-les-Tilleuls är en kommun i departementet Doubs i regionen Bourgogne-Franche-Comté i östra Frankrike. Kommunen ligger i kantonen Levier som tillhör arrondissementet Pontarlier. År 2022 hade Dompierre-les-Tilleuls 291 invånare.

## Befolkningsutveckling
Antalet invånare i kommunen Dompierre-les-Tilleuls
Referens:INSEE